# Сельское поселение «Ковылинское»
Се́льское поселе́ние «Ковылинское» — муниципальное образование в Краснокаменском районе Забайкальского края Российской Федерации.
Административный центр — посёлок Ковыли.

## История
Статус и границы сельского поселения установлены Законом Читинской области от 19 мая 2004 года «Об установлении границ, наименований вновь образованных муниципальных образований и наделении их статусом сельского, городского поселения в Читинской области».

## Население
| 2010 | 2011  | 2012  | 2013  | 2014  | 2015  | 2016  |
| ---- | ----- | ----- | ----- | ----- | ----- | ----- |
| 1151 | ↘1146 | ↘1096 | ↘1073 | ↘1064 | ↘1059 | ↘1016 |
| 2017 | 2018  | 2019  | 2020  | 2021  |       |       |
| ↘984 | ↘951  | ↘901  | ↘890  | ↘707  |       |       |

## Состав сельского поселения
| № | Населённый пункт | Тип населённого пункта          | Население |
| - | ---------------- | ------------------------------- | --------- |
| 1 | Арамогойтуй      | посёлок станции                 | ↘77       |
| 2 | Ковыли           | посёлок, административный центр | ↘792      |